# 4791 Ифидамант
4791 Ифидамант (енгл. 4791 Iphidamas) је Јупитеров тројански астероид. Приближан пречник астероида је 57,85 ,
а средња удаљеност астероида од Сунца износи 5,175 астрономских јединица (АЈ).
Инклинација (нагиб) орбите у односу на раван еклиптике је 25,948 степени, а орбитални период износи 4300,755 дана (11,774 годину). Ексцентрицитет орбите астероида износи 0,046.
Апсолутна магнитуда астероида износи 9,90 а геометријски албедо 0,057.
Астероид је откривен 14. августа 1988. године.